# Confrontos entre Armênia e Azerbaijão em 2018
Operação Gyunnyut (em azeri:  Günnüt əməliyyatı) ou confrontos em Gyunnyut (em azeri:  Günnüt döyüşləri) começaram em 20 de maio de 2018 entre as Forças Armadas da Armênia e as Forças Armadas do Azerbaijão. Os confrontos e operações militares subsequentes terminaram com o Azerbaijão recuperando várias aldeias ocupadas e posições estratégicas dentro da República Autônoma de Naquichevão, essas áreas anteriormente faziam parte da terra de ninguém entre as linhas azerbaijanas e armênias.  No final de maio, o Exército Separado de Armas Combinadas de Nakhchivan recuperou o controle de Gyunnut, um vilarejo no distrito de Xarur que foi completamente destruído pelas forças armênias em 1992, e duas posições estratégicas, Khunutdagh e Aghbulag.  As Forças Armadas do Azerbaijão também recuperaram o controle e assumiram novas posições nos locais estratégicos de Quizilcaia e Meridal. Também assumiram novas posições em uma zona neutra anteriormente desocupada em Naquichevão, perto do vilarejo armênio de Areni, na província de Vaiose Zor. 
O Ministério das Relações Exteriores da Armênia confirmou e condenou as ações do Azerbaijão na fronteira como "medidas inaceitáveis e irresponsáveis destinadas a escalar a situação". Também declarou que "é lamentável, mas ao mesmo tempo, uma prática muito previsível do Azerbaijão explorar qualquer demonstração de boa vontade e abordagem humanística [da] Armênia para seus próprios propósitos propagandísticos". Eles também alertaram que "qualquer ação provocativa do lado do Azerbaijão será imediatamente interrompida e desencadeará a resposta adequada do lado armênio". 
Um soldado das Forças Armadas do Azerbaijão,  e um ou dois soldados das Forças Armadas da Armênia foram mortos em combate durante as operações militares. 

## Antecedentes
As forças armênias tomaram o controle de Gyunnyut, localizado no distrito de Xarur, na República Autônoma de Naquichevão, em 1992. 
Em 16 de maio de 2018, o presidente do Azerbaijão Ilham Aliyev visitou a República Autônoma de Naquichevão. Ele afirmou que a filial do Exército do Azerbaijão em Naquichevão possuía mísseis que poderiam facilmente chegar à capital da Armênia, Erevã.  Dois dias depois, em 17 de maio, o novo Ministro da Defesa e Relações Exteriores da Armênia visitou a fronteira entre Armênia e Naquichevão para inspecionar as posições militares. 

## Confrontos
Segundo alguns blogueiros e sites de notícias militares do Azerbaijão, as posições azerbaijanas no distrito de Xarur, na República Autônoma de Naquichevão, ficaram expostas ao fogo de artilharia das Forças Armadas Armênias. 
No dia seguinte, o Exército do Azerbaijão concluiu que é necessário um contra-ataque. Com uma ordem do ministro da Defesa Zakir Hasanov, o Exército Separado de Armas Combinadas de Naquichevão lançou uma operação ofensiva perto de Gyunnyut. 

## Resultado

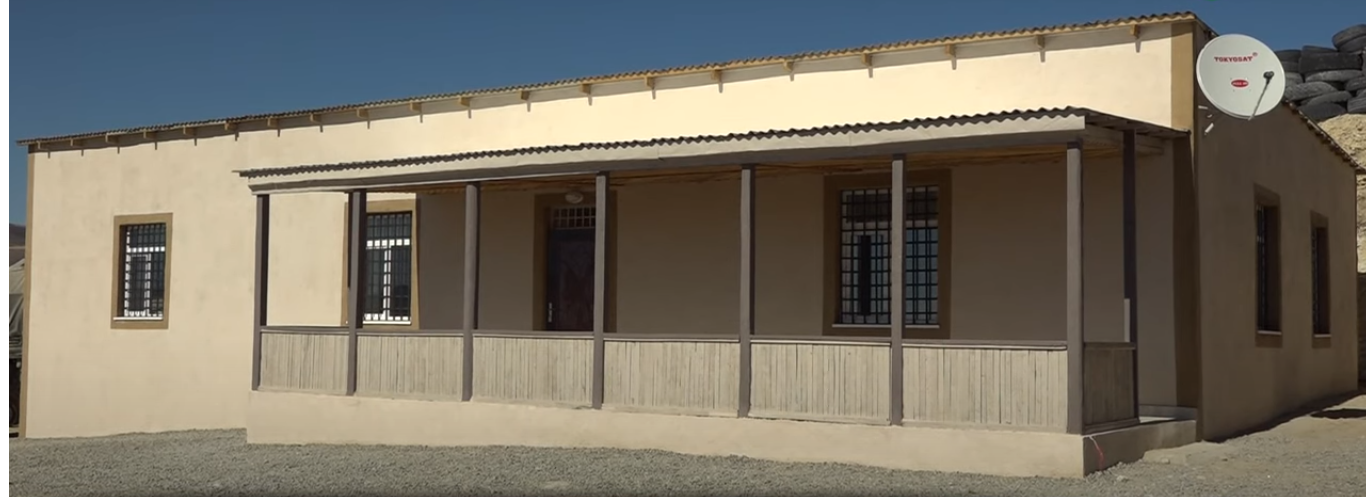
O Exército do Azerbaijão construiu postos militares em Günnüt após a guerra de 2018.

Os confrontos de Gyunnyut foram o maior confronto militar na linha de contato entre as tropas armênia e azerbaijana desde a Guerra de Abril, que terminou em 5 de abril de 2016. Existem várias especulações sobre o início da operação. Especialistas militares do Azerbaijão acusaram a Armênia de planejar um ataque à República Autônoma de Naquichevão.
Em 8 de junho de 2018, o governo do Azerbaijão anunciou que começou a construir uma nova estrada com 50 km de comprimento. Também começaram a reconstruir as estradas que foram destruídas durante a Guerra de Nagorno-Karabakh. As Forças Armadas do Azerbaijão assumiram novas posições em locais estratégicos. 